# Savigny-Lévescault
Savigny-Lévescault è un comune francese di 1 076 abitanti situato nel dipartimento della Vienne nella regione della Nuova Aquitania.

## Società

### Evoluzione demografica
Abitanti censiti